# ایرلی، بارکشر
latitudeایرلی، بارکشرlongitudeایرلی، بارکشر
ایرلی، بارکشر (به انگلیسی: Earley) یک شهرک در بریتانیا است که در انگلستان واقع شده‌است.

## خصوصیات
ایرلی ۳۲٬۰۳۶ نفر جمعیت دارد.